# ワタツミ・ヤマツミ
『ワタツミ・ヤマツミ』（WATATUMI YAMATUMI）は、1994年10月1日に発売されたソウル・フラワー・ユニオンの2枚目のアルバム。

## 解説
中川敬によると別名「モノノケ解放セッション」。
前作『カムイ・イピリマ』が実質上メスカリン・ドライヴのラスト・アルバムであったため、本作はニューエスト・モデル・サイドの楽曲を中心に構成されている。前作のユーロ・プログレ的なサウンドから、トラッド風味のサイケデリック・ロックにシフト。1曲目の「もののけと遊ぶ庭」では、岡林信康の提唱する「エンヤトット」のリズム、フリー・インプロヴィゼーションを展開する梅津和時のサックス、ヴェルヴェット・アンダーグラウンド的な演奏が絶妙に融合している。
こうした、前例のない急進的なヤポネシアン・トラッド路線は、アルバムの直後に結成したソウル・フラワー・モノノケ・サミットの被災地での活動を経て、次作でより深化することになる。
作品全編を彩るフィドルは金子飛鳥、フルートは赤木りえ。また、梅津和時、チャンプルーズ、SAYOCO（元ZELDA）、シーサーズ、山根麻以などがゲスト参加している。
なお、アルバム・タイトルは日本列島の古語で、「ワタツミ」は「海の神」、「ヤマツミ」は「山の神」を意味する。

## 収録曲
1. もののけと遊ぶ庭 A GARDEN TO PLAY WITH GHOSTS (MONONOKE)
2. レプン・カムイ REPUN KAMUY (THE GREAT SPIRITS OF THE SEA)
3. 陽炎のくに、鉛のうた STATE OF HEAT HAZE, SONG OF LEADEN
4. たこあげてまんねん I'M FLYING A KITE
5. 戒厳令下 UNDER MARTIAL LAW
6. 向日葵の夢 DREAM OF THE SUNFLOWER
7. 夕立とかくれんぼ HY SPY IN THE SHOWERS
8. アイヌ・プリ AYNU PURI
9. リベラリストに踏絵を LOYALTY TEST FOR THE LIBERALISTS

## 備考
- M-1 日本列島の先住民がモチーフになっている。
- M-2 北海道・奥尻島を襲った津波にインスパイアされている。
- M-5 くるりがライヴでカバーしたことがある。
- M-8 喜納昌吉&チャンプルーズのカバー
- M-3,4,5,7,9 ニューエスト・モデル時代後半にライブで演奏されていた。